# الكأس السلطانية 1926
كَأْسُ السُّلْطَانِ حُسَين 1926 هي النُّسْخة العاشِرة من بُطولة كَأْس السُّلطان حُسَين. لُعبت البُطولة في عام 1926، وفاز بها الأهلي بعد فوزه في النهائي على التِّرْسانة بنَتيجة 1–0.